# Commission de la carte géologique du monde
Pour les articles homonymes, voir CCGM.
 (août 2024).
La mise en forme du texte ne suit pas les recommandations de Wikipédia : il faut le « wikifier ».
Les points d'amélioration suivants sont les cas les plus fréquents. Le détail des points à revoir est peut-être précisé sur la page de discussion.
- Les titres sont pré-formatés par le logiciel. Ils ne sont ni en capitales, ni en gras.
- Le texte ne doit pas être écrit en capitales (les noms de famille non plus), ni en gras, ni en italique, ni en « petit »…
- Le gras n'est utilisé que pour surligner le titre de l'article dans l'introduction, une seule fois.
- L'italique est rarement utilisé : mots en langue étrangère, titres d'œuvres, noms de bateaux, etc.
- Les citations ne sont pas en italique mais en corps de texte normal. Elles sont entourées par des guillemets français : « et ».
- Les listes à puces sont à éviter, des paragraphes rédigés étant largement préférés. Les tableaux sont à réserver à la présentation de données structurées (résultats, etc.).
- Les appels de note de bas de page (petits chiffres en exposant, introduits par l'outil «  Source ») sont à placer entre la fin de phrase et le point final[comme ça].
- Les liens internes (vers d'autres articles de Wikipédia) sont à choisir avec parcimonie. Créez des liens vers des articles approfondissant le sujet. Les termes génériques sans rapport avec le sujet sont à éviter, ainsi que les répétitions de liens vers un même terme.
- Les liens externes sont à placer uniquement dans une section « Liens externes », à la fin de l'article. Ces liens sont à choisir avec parcimonie suivant les règles définies. Si un lien sert de source à l'article, son insertion dans le texte est à faire par les notes de bas de page.
- La présentation des références doit suivre les conventions bibliographiques. Il est recommandé d'utiliser les modèles {{Ouvrage}}, {{Chapitre}}, {{Article}}, {{Lien web}} et/ou {{Bibliographie}}. Le mode d'édition visuel peut mettre en forme automatiquement les références.
- Insérer une infobox (cadre d'informations à droite) n'est pas obligatoire pour parachever la mise en page.

Pour une aide détaillée, merci de consulter Aide:Wikification.
Si vous pensez que ces points ont été résolus, vous pouvez retirer ce bandeau et améliorer la mise en forme d'un autre article.
La Commission de la carte géologique du monde (CCGM) est une association et un organisme de standardisation international dans les domaines de la géologie et de la stratigraphie. Son rôle principal est la production de cartes à petite échelle des continents et des océans, des diverses régions de la Terre et du monde entier. C'est une organisation affiliée à l'Union internationale des sciences géologiques (IUGS) et à l'Union géodésique et géophysique internationale (IUGG) et une organisation non gouvernementale (ONG) scientifique liée à l'UNESCO.
Créée en 1913 à l'occasion du douzième congrès international de géologie, la CCGM est l'une des plus anciennes organisations internationales en sciences de la Terre.

## Historique

### Conception d'une carte géologique de l'Europe
L’origine de la Commission de la carte géologique du monde remonte à la 2e édition du Congrès géologique international (CGI) qui s’est tenue en 1881 à Bologne en Italie. Il y est décidé de concevoir une carte géologique de l'Europe, ce qui amène à la création de Commission pour la carte géologique de l'Europe (CCGE) qui est initialement composée de 6 membres représentant l'Autriche, l'Allemagne, la Hongrie, la France, le Royaume-Uni et la Russie. Son siège est alors situé à Berlin. Lors de la 6e édition du Congrès géologique international en 1910 à Stockholm en Suède, la CCGE considère « qu'il sera possible de parvenir à une première édition dans un an ». À cette occasion, la possibilité de concevoir une carte géologique du monde, soutenue par une large coopération internationale, est officiellement mentionnée pour la première fois.

### Fondation comme commission du Congrès géologique international
Lors de la 7ème édition du CGI en 1913 (Toronto, Canada), tandis que la CCGE présentait la première édition de la Carte géologique de l'Europe (composée de 49 feuilles à l'échelle 1:1.,5M), le projet d'une "Carte géologique internationale de l'Europe et une nouvelle carte du monde" a été accepté. En 1926, lors du 14ème CGI ayant eu lieu à Madrid (Espagne),  les discussions sur le projet de fonder une commission adéquate pour les cartes géologiques non seulement d’Europe mais aussi du monde ont continué. Le nom de la Commission : « Commission de la Carte géologique internationale du Monde » apparut pour la première fois lors d’une réunion le 27 mai 1926.
En bref, la date de fondation de la CCGM, en son propre nom et non comme une partie intégrante de la CCGE, peut être définie en 1913. La Seconde Guerre mondiale a fortement réduit les activités internationales des géologues et la première réunion de la CCGM après la Seconde Guerre mondiale a eu lieu en 1948 à Londres lors du 18ème CGI où ont été énoncées les relations entre le CGI et la CCGM : “la Commission de la Carte Géologique du Monde est une Commission du Congrès Géologique International”. En 1962, l'Assemblée générale (A.G.) de la CCGM se tient à Paris, et pour la première fois à l'UNESCO. Ce calendrier d'une A.G. à Paris, parmi celles qui se tenaient tous les quatre ans lors des CGI, allait devenir la règle générale, soit une AG tous les deux ans.

### Intégration à l'Union internationale des sciences géologiques
En 1966, la CCGM adhère à l'IUGS (Union Internationale des Sciences Géologiques, elle-même fondée en 1961). « At present, therefore, this Commission is a permanent commission and affiliated to IUGS as an International Association of IGC [“À l’heure actuelle, cette Commission est donc une commission permanente et affiliée à l'IUGS en tant qu'association internationale de l'IGC ”]. 
Les statuts de la CCGM ont été établis pour la première fois en 1966 et, après quelques révisions, finalement émis en 1980 lors du 26 ème CGI à Paris et restent quasiment inchangés jusqu’à présent (2024). Depuis 1980, la CCGM dispose désormais d'un cadre juridique de droit français, puisqu'elle a été officiellement enregistrée le 26 octobre 1981 en tant qu’ « Association française loi 1901 ». L'article 5 définit que « Les membres représentent une organisation nationale responsable de la cartographie scientifique de la Terre dans tous les pays ou territoires du monde adhérant à la CCGM » et « …Les membres associés sont des organisations publiques ou privées intéressées et soutenant le travail de la CCGM…“,.

## Productions

### Cartes géologiques du monde

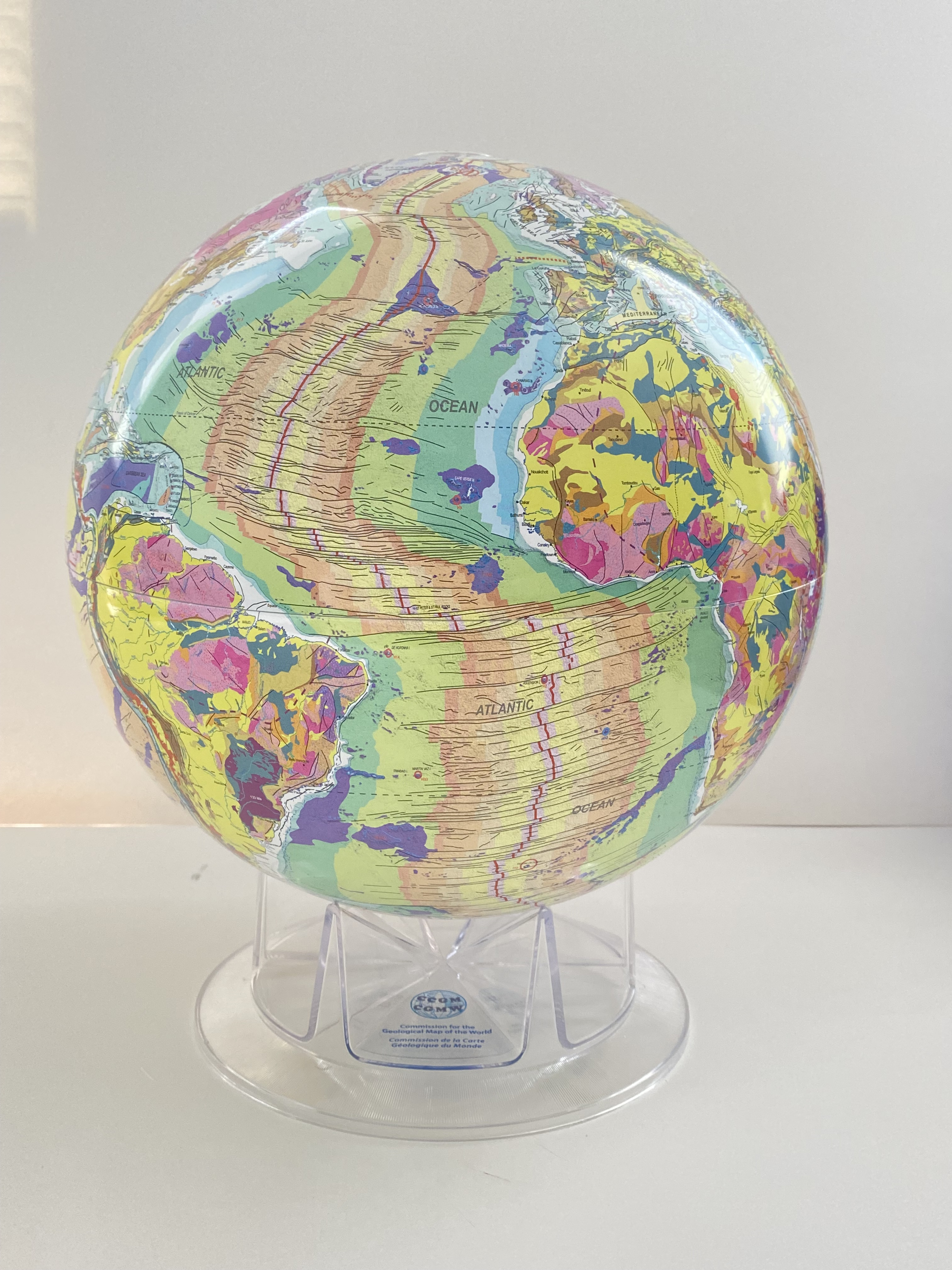
Globe géologique de la Terre

Le lancement d'un projet d'atlas géologique du monde à l'échelle du 1/10M est approuvé lors du 20e congrès géologique international en 1956 à Mexico, puis est lancé en 1966. Ce vaste projet est alors réparti entre la CCGM, pour la préparation et conception des cartes, et l'UNESCO, pour l'octroi de subventions aux collaborateurs de la Commission et l'impression des cartes. Les 22 cartes de l'Atlas géologique du monde sont publiées entre 1974 et 1984.
En janvier 1983, le projet d’une carte murale de la Carte Géologique du Monde a été relancé lors de l’assemblée générale à l'UNESCO et la 1ère édition à l'échelle 1:25M a été publiée en 1990. Pour la première fois la géologie continentale était représentée aux côtés de la géologie marine sur une seule carte. La 2ème édition en 2000, a bénéficié essentiellement de nouvelles techniques d'imageries basées sur l'altimétrie satellitaire combinée à un multifaisceau écho sondeur bathymétrique embarqué. Cela a représenté une avancée technologique remarquable : les fonds marins ont pris un aspect nouveau, clarifiant la structure des océans à une échelle plus petite qu'auparavant. Sur la 3ème édition en 2010, la morphologie des fonds océaniques était encore plus fine, grâce aux données librement disponibles auprès des principales bases de données géophysiques mondiales. De plus, la croissance considérable et la plus grande fiabilité des techniques géochronologiques a enfin permis d'obtenir une meilleure résolution des principales subdivisions précambriennes. De plus, l'étude des grands évènements magmatiques terrestres et océaniques (points chaud, trappes, plateaux océaniques, etc.) a été prise en compte, permettant une modernisation significative de la 2e édition. 

### Cartes géologiques continentales et océaniques
Les cartes géologiques et tectoniques des continents (à l'échelle 1:5M) et les cartes structurales des océans (à l'échelle 1:20M) ont été élaborées par les sous-commissions continentales (Afrique, Amérique du Nord et Centrale, Amérique du Sud, Antarctique, Asie du Sud et de l'Est, Australie et Océanie, Moyen-Orient, Eurasie du Nord, Europe) et thématiques (Tectonique, Métallogénie, Magmatisme et métamorphisme, Risques naturels, Fonds océaniques, Hydrogéologie, Géophysique) de la CCGM permettant une couverture complète du globe. 
Les codes couleurs standardisés de l'échelle des temps géologiques sont déterminés par la CCGM.
En 2020, l'IUGS a lancé Deep-time Digital Earth (DDE), un grand programme scientifique dont l’objectif est de faciliter l'innovation dans la compréhension de l’évolution de la Terre. Dans le cadre de ce nouveau programme, la CCGM a réalisé une carte géologique numérique uniformisée et harmonisée des continents et des océans du monde à l'échelle 1/5M, basée sur les cartes géologiques des 6 continents et des océans de la CCGM. La CCGM reste en charge de l'actualisation de cette carte numérique.